# Hi! Hi! Hi!
Hi! Hi! Hi! ist ein Pop-Song von Sandra aus dem Jahr 1986.

## Entstehung und Veröffentlichung
Der Song wurde von Michael Cretu, Hubert Kemmler alias Hubert Kah und Klaus Hirschburger, letzterer Bandmitglied von Hubert Kah, geschrieben und von Cretu gemeinsam mit Armand Volker produziert. Es handelt sich um einen Uptempo-Synthiepop-Song. Im Songtext geht es um die Suche nach Liebe, die „incurable“, „unheilbar“ sei. Das Gegenüber wird aufgefordert, doch ein Zeichen zu geben.
Die Single wurde am 15. September 1986 bei Virgin Records vorab als zweite Single aus dem Album Mirrors veröffentlicht. Auf der B-Seite befindet sich der Song You’ll Be Mine. Es existiert auch eine 6:12 Minuten lange Maxi-Version. Sie erschien unter anderem 1986 auf der Kompilation Maxi Power – N. Y. Disco Giants und 2009 auf der Platinum Collection.
Am 6. Dezember 1986 führte Sandra den Song bei Peters Pop Show vor einem internationalen Publikum auf. Dabei ließ man Nummer fünf, den Roboter aus Nummer fünf lebt, vor der Bühne „tanzen“.

## Musikvideo
Die Regie des Musikvideos führten Rudi Dolezal und Hannes Rossacher alias DoRo. Es zeigt die Sängerin in einer antik eingerichteten Villa und bei einem Livekonzert mit ihrer Band.

## Chartplatzierungen
Die Single erreichte hohe Chartplatzierungen in den europäischen Ländern, darunter Platz sieben in Deutschland, Platz zwölf in Österreich und Platz 20 in der Schweiz. In Frankreich kam der Song auf Platz 13, in den Niederlanden auf Platz 47. In den deutschen Airplay-Charts von Media Control kam der Titel auf Platz zwölf.
| ChartsChartplatzierungen | Höchstplatzierung | Wochen |
| ------------------------ | ----------------- | ------ |
| Deutschland (GfK)        | 7 (13 Wo.)        | 13     |
| Österreich (Ö3)          | 12 (6 Wo.)        | 6      |
| Schweiz (IFPI)           | 20 (7 Wo.)        | 7      |